# Autobus de Courtrai
L'Autobus de Courtrai dessert l'agglomération de Courtrai Kuurne Zwevegem. Le réseau comporte 13 lignes et est exploité par De Lijn.

## Histoire

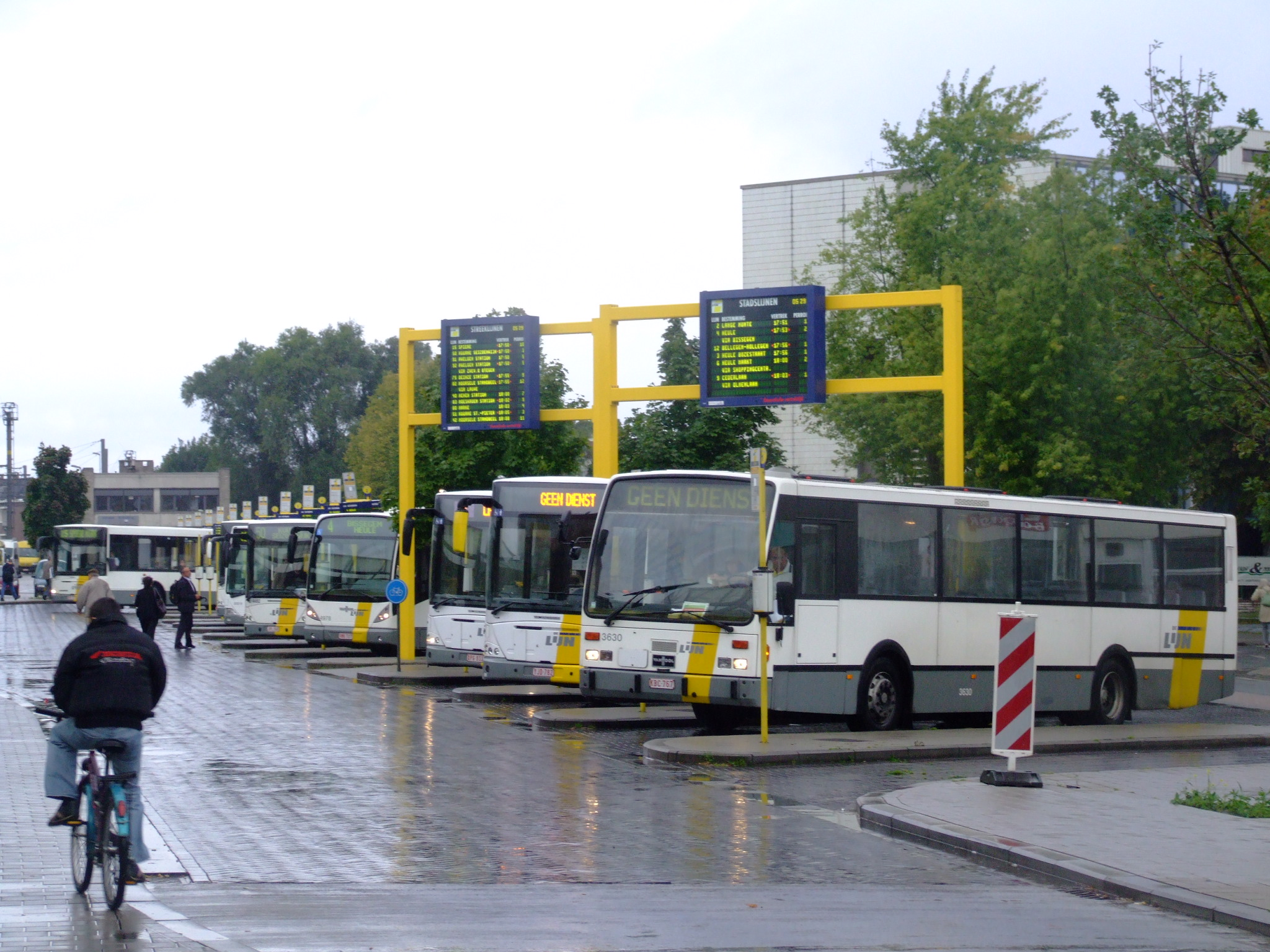
Gare 'Tolstraat'

Depuis 1893, il y avait un réseau de tramways à Courtrai. Ce réseau desservait tous les quartiers et les faubourgs.
À la fin des années 1950, les trams ont été remplacés par des bus.

## Lignes
| Ligne | Trajet                                                                 | Fréquence^ |
| ----- | ---------------------------------------------------------------------- | ---------- |
| 1     | Station - Xpo - Kinepolis - AZ Groeninge (- Leiedal)                   | 60 min     |
| 2     | Station - Lange Munte                                                  | 20 min     |
| 4     | Station - Bissegem Station - Heule Kransvijver                         | 30 min     |
| 50    | Voorstadslijn Kortrijk - Kuurne Seizoenswijk                           | 30 min     |
| 51    | Voorstadslijn Kortrijk - Kuurne Sint-Pieter                            | 30 min     |
| 6     | Station - Shopping Center (- Industriezone) - Bozestraat - Heule Markt | 30 min     |
| 9     | Station - Cederlaan                                                    | 30 min     |
| 12    | Station - Kinepolis - Bellegem - Rollegem (- Aalbeke)                  | 60 min     |
| 13    | Station - Hoog Kortrijk - Station                                      | 20 min     |
| 81    | Voorstadslijn Kortrijk - Marke                                         | 60 min     |
| 91    | Voorstadslijn Kortrijk - Zwevegem                                      | 60 min     |
| 92    | Voorstadslijn Kortrijk - Zwevegem                                      | 120 min    |
| 93    | Voorstadslijn Kortrijk - Zwevegem                                      | 60 min     |

^fréquence plus basse le week-end et pendant les vacances scolaires sur certaines lignes.